# Výstavek

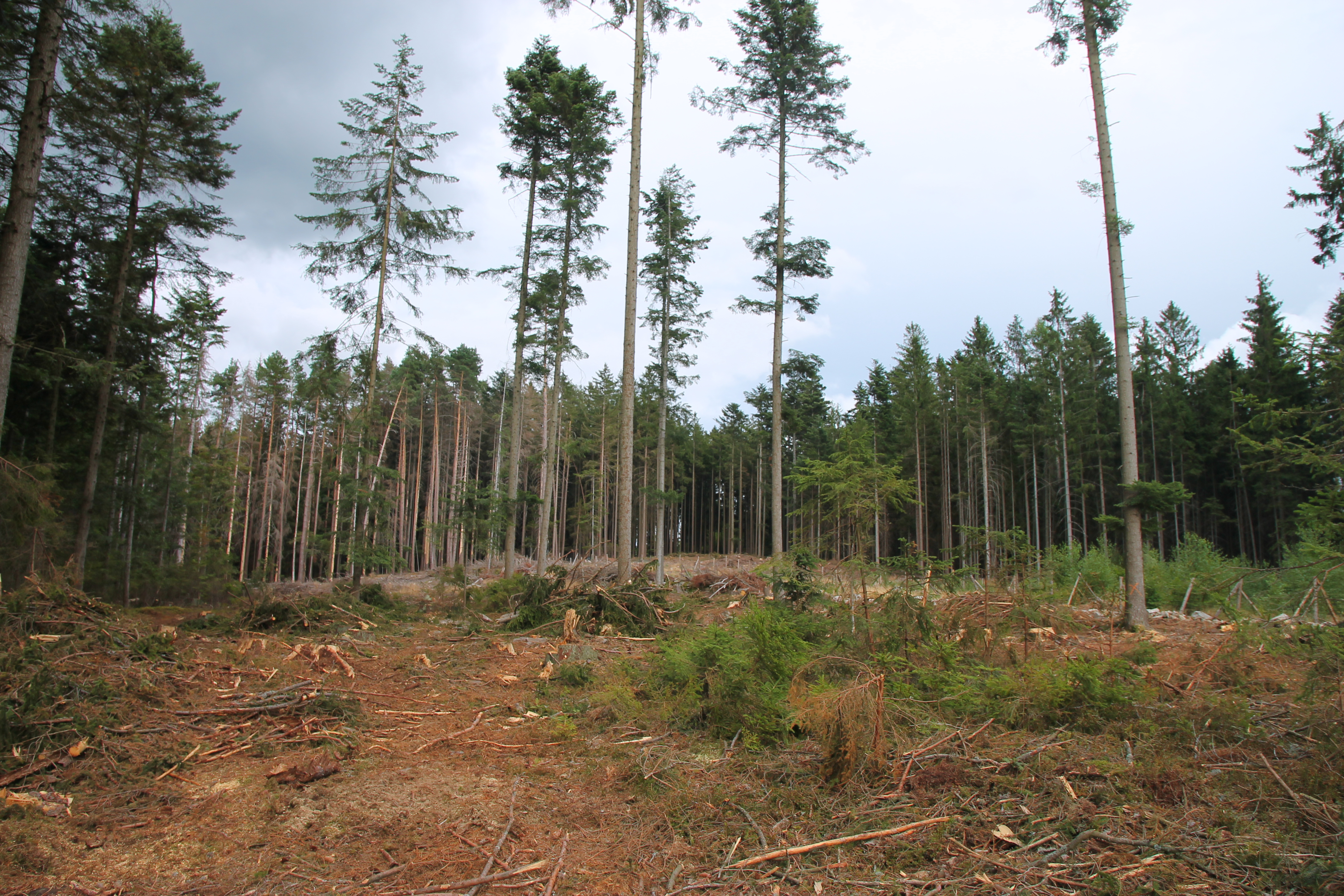
Několik výstavků ponechaných na pasece

Výstavek je solitérní strom, záměrně ponechaný na mýcené lesní ploše (pasece). Obvykle jde o jedince generativního (semenného) původu, mimořádné vitality, tvárnosti a kvality. Jeho účelem je jednak poskytnout množství kvalitních semen pro přirozenou obnovu lesa na smýcené ploše, jednak po dobu dalšího (či několika dalších) obmýtí dorůst do rozměrů zaručujících jeho využití pro vzácné dřevařské sortimenty. Dalšími důvody pro ponechání výstavků může být jejich funkce estetická a ekologická, neboť o generace starší stromy mají v porostu značný význam pro biodiverzitu: takové stromy se mohou ponechat v lesním porostu až do doby jejich přirozeného odumření a rozpadu.
Výstavky mohly být ponechávány též při přeměně lesa na pastviny či louky, ať už pro poskytování dodatečného krmiva pro zvěř nebo pro stín během letního období.
Pro výstavky jsou vhodnější světlomilné dřeviny se silnou borkou a stabilním kořenovým systémem, jako jsou duby, borovice a modříny. Stinné dřeviny s tenkou borkou (jedle, buk) mohou při uvolnění ze zápoje trpět korní spálou a prosychat.